# Balkundra
Balkundra là một census town ở quận Hazaribag ở bang Jharkhand, Ấn Độ.

## Cơ cấu dân số
Theo cuộc điều tra dân số năm 2001 ở Ấn Độ,India Balkundra có dân số 5369 người. Nam giới chiếm 54% và nữ giới chiếm 46% dân số. Balkundra có tỷ lệ biết chữ bình quân 68%, cao hơn mức trung bình quốc gia 59,5%; với 61% đàn ông và 39% phụ nữ biết chữ. 12% dân số dưới 6 tuổi.